# Kalophryninae
Kalophryninae – monotypowa podrodzina płazów bezogonowych z rodziny wąskopyskowatych (Microhylidae). 

## Zasięg występowania
Podrodzina obejmuje gatunki występujące od południowych Chin do Jawy i Filipin; także w stanie Asam w Indiach.

## Systematyka

### Etymologia
- Kalophrynus (Calliphryne, Calophrynus): gr. καλος kalos „piękny”[9]; φρυνη phrunē, φρυνης phrunēs „ropucha”[10].
- Berdmorea: maj. Thomas Mathew Berdmore (1811–1859), British Army, asystent komisarza Northern Tenasserim (obecnie Taninthayi w Mjanmie)[7]. Gatunek typowy: Engystoma interlineatum Blyth, 1855.

### Podział systematyczny
Do podrodziny należy jeden rodzaj z następującymi gatunkami:

- Kalophrynus anya Zug, 2015
- Kalophrynus baluensis Kiew, 1984
- Kalophrynus barioensis Matsui & Nishikawa, 2011
- Kalophrynus bunguranus (Günther, 1895)
- Kalophrynus calciphilus Dehling, 2011
- Kalophrynus cryptophonus Vassilieva, Galoyan, Gogoleva, & Poyarkov, 2014
- Kalophrynus dringi Fukuyama, Matsui, Eto, Hossman & Nishikawa, 2021
- Kalophrynus eok Das & Haas, 2003
- Kalophrynus heterochirus Boulenger, 1900
- Kalophrynus honbaensis Vassilieva, Galoyan, Gogoleva & Poyarkov, 2014
- Kalophrynus interlineatus (Blyth, 1855)
- Kalophrynus intermedius Inger, 1966
- Kalophrynus kiewi Matsui, Eto, Belabut & Nishikawa, 2017
- Kalophrynus limbooliati Matsui, Nishikawa, Belabut, Ahmad & Yong, 2012
- Kalophrynus meizon Zug, 2015
- Kalophrynus minusculus Iskandar, 1998
- Kalophrynus nubicola Dring, 1983
- Kalophrynus orangensis Dutta, Ahmed & Das, 2000
- Kalophrynus palmatissimus Kiew, 1984
- Kalophrynus pleurostigma Tschudi, 1838
- Kalophrynus puncak Fukuyama, Matsui, Eto, Hossman & Nishikawa, 2021
- Kalophrynus punctatus Peters, 1871
- Kalophrynus robinsoni Smith, 1922
- Kalophrynus sinensis Peters, 1867
- Kalophrynus subterrestris Inger, 1966
- Kalophrynus tiomanensis Chan, Grismer & Grismer, 2011
- Kalophrynus yongi Matsui, 2009

oraz takson nieprzypisany do żywej lub wymarłej populacji (nomina inquirenda)
- Bufo studeri Isenschmid, 1903